# Dierk Raabe

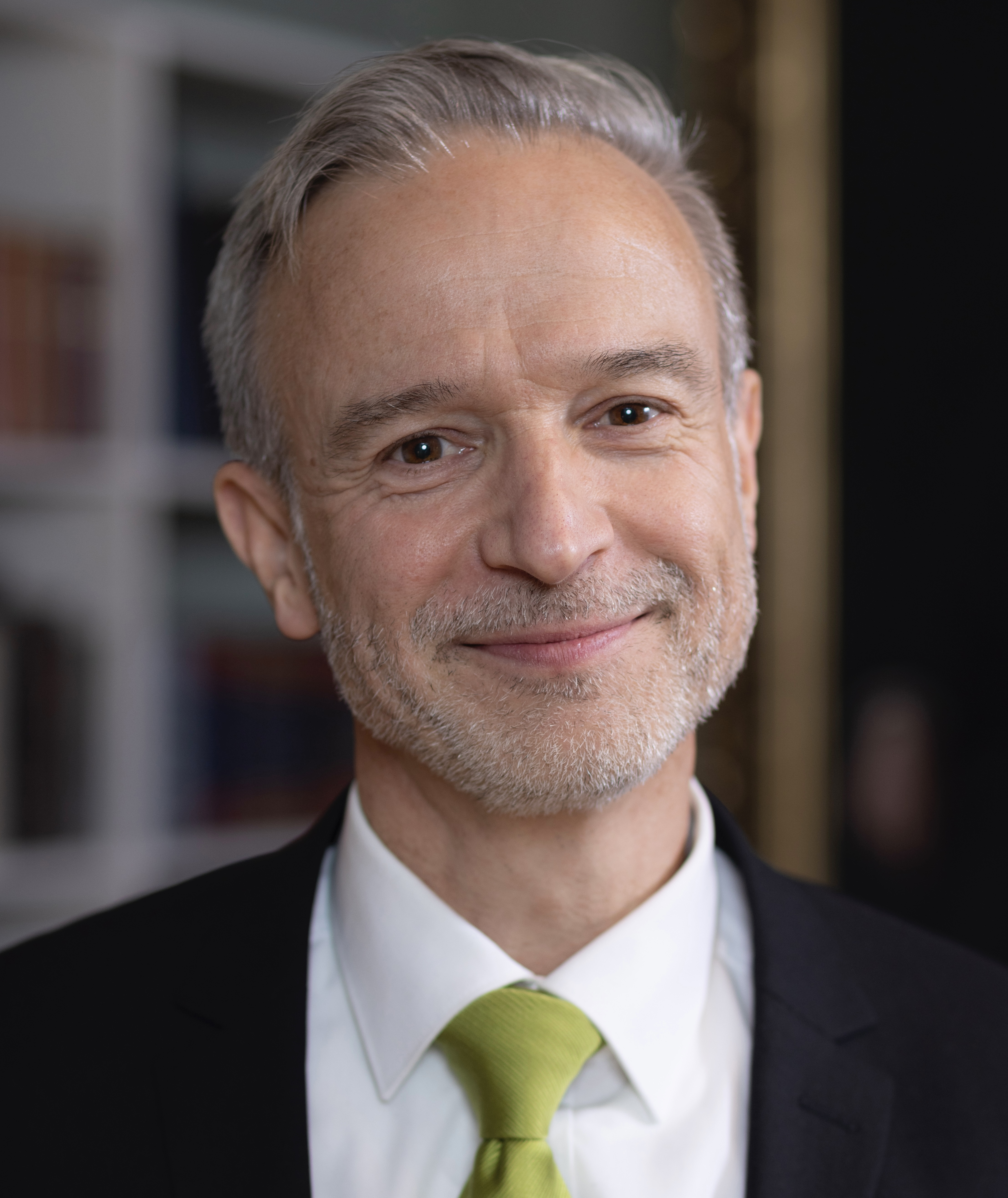
Dierk Raabe, 2022

Dierk Raabe (* 18. April 1965 in Hilden) ist ein deutscher Ingenieur und Professor der Werkstoffwissenschaften. 2004 erhielt er den Gottfried-Wilhelm-Leibniz-Preis.

## Leben
Während der Schule studierte Raabe zunächst vier Semester Musik und wechselte 1984 zu den Fächern Metallkunde und Metallphysik an die RWTH Aachen. Im Jahre 1990 diplomierte er, 1992 promovierte er und 1997 habilitierte er jeweils in Aachen. Zwischen seiner Dissertation und Habilitation war er als wissenschaftlicher Mitarbeiter und Gruppenleiter für Computersimulation und Verbundstoffe am Institut für Metallkunde und Metallphysik in Aachen tätig.
Ein Heisenberg-Stipendium der Deutschen Forschungsgemeinschaft ermöglichte Raabe von 1997 bis 1999 einen Studien- und Forschungsaufenthalt in Pittsburgh an der Carnegie-Mellon University und in Tallahassee am National High Magnetic Field Laboratory in den Vereinigten Staaten.
Seit 1999 ist Dierk Raabe Direktor der Abteilung Mikrostrukturphysik und Legierungsdesign und seit 2010 turnusgemäß Vorsitzender der Geschäftsführung des Max-Planck-Instituts für Eisenforschung in Düsseldorf. Gleichzeitig lehrt er an der RWTH Aachen Master-Kurse über Computational Materials Science, Microstructure Mechanics and Sustainable Materials.
Seit 2008 ist er zudem ordentliches Mitglied der Nordrhein-Westfälischen Akademie der Wissenschaften und der Künste, seit 2013 der Leopoldina, seit 2016 der Deutschen Akademie der Technikwissenschaften (acatech).
Von 2012 bis 2017 war er der Vorsitzende des Hochschulrates der RWTH Aachen.
Seit 2022 ist er Ehrendoktor der Technisch-Naturwissenschaftliche Universität Norwegens (NTNU).
2022 erhielt er einen Advanced Grant des Europäischen Forschungsrates für sein Projekt Reducing Iron Oxides without Carbon by using Hydrogen-Plasma. 2023 zeichnete ihn das Japanese National Institute for Materials Science (NIMS) für seine Pionierarbeit bei der Erforschung nachhaltiger mikrostrukturbasierter Designs metallischer Legierungen mit dem NIMS Award aus.
2025 wurde Raabe zum Mitglied der National Academy of Engineering gewählt.

## Forschung
Raabe ist schwerpunktmäßig mit der Entwicklung von Computersimulationen von Werkstoffen beschäftigt. Seine Arbeiten haben zur Verbesserung von mesoskopischen Simulationsmethoden geführt. Dank seiner Forschungsergebnisse können nun genauere Vorhersagen bei den Verformungsvorgängen von anisotropen Materialien getroffen werden. Ein zweiter Schwerpunkt seiner Arbeit sind nanostrukturierte Werkstoffe. Hier leistete Raabe Grundlagenforschung, die zur Herstellung besserer Werkstoffe in der Raumfahrt, der Robotik, in magnetischen Komponenten und zum Bau von Hochfeldmagneten führten. Viele seiner Arbeiten verfolgen jüngst auch die Frage, wie neue Legierungen mit multi-funktionellen Eigenschaften so entwickelt und rezykliert werden können, dass die Nachhaltigkeit ihrer Anwendung in Industriegesellschaften verbessert wird. Dies ist ein essentielles Ziel, da die Herstellung metallischer Werkstoffe zu den größten Einzelverursachern von Treibhausgasen gehört.

## Werke
- Computational Materials Science: The Simulation of Materials Microstructures and Properties (ISBN 3-527-29541-0, Wiley-VCH, 1998)
- Morde, Macht, Moneten. Metalle zwischen Mythos und High-Tech (ISBN 3-527-30419-3, VCH Verlag, Weinheim, 2001)
- Making Sustainable Aluminum by Recycling Scrap: The Science of “Dirty” Alloys. Progress in Materials Science. April 2022, S. 100947, doi:10.1016/j.pmatsci.2022.100947.